# Paul Lockhart
Paul Scott Lockhart (Amarillo, 28 april 1956) is een Amerikaans voormalig ruimtevaarder. Lockhart’s eerste ruimtevlucht was STS-111 met de spaceshuttle Endeavour en vond plaats op 5 juni 2002. Tijdens de missie werden bemanningsleden en materiaal naar het Internationaal ruimtestation ISS gebracht.
Lockhart maakte deel uit van NASA Astronaut Group 16. Deze groep van 44 ruimtevaarders begon hun training in 1996 en had als bijnaam The Sardines.
In totaal heeft Lockhart twee ruimtevluchten op zijn naam staan. In 2005 verliet hij NASA en ging hij als astronaut met pensioen. 